# Aegotheles novaezealandiae
Aegotheles novaezealandiae is een uitgestorven vogel uit de familie dwergnachtzwaluwen (Aegothelidae).

## Verspreiding en leefgebied
Deze vogel was endemisch in Nieuw-Zeeland en is waarschijnlijk uitgestorven rond het jaar 1200. Waarschijnlijk is dat veroorzaakt door de introductie van de Polynesische rat, doordat de vogel niet of zeer slecht kon vliegen.
Uit fossiele resten is op te maken dat de soort vrij algemeen voorkwam op zowel het Noorder- als het Zuidereiland.